# American Youth Report
American Youth Report é uma coletânea musical de vários artistas (todos dos Estados Unidos) lançada em 1982 e relançada em 1991.

## Faixas
Primeiramente a canção e após o artista.
1. "One for All" - Modern Warfare
2. "Only Gonna Die" - Bad Religion
3. "Catholic Boy" - Channel 3
4. "Losing Battle" - The Adolescents
5. "Born Dead" - Lost Cause
6. "Pow Pow" - Legal Weapon
7. "Pony Dress" - Flesh Eaters
8. "J. Alfred" - Rhino 39
9. "Weird People" - Hypnotics
10. "I'm Not a Loser" - Descendents
11. "Tell Me Why" - M.I.A.
12. "Sounds of Laughter" - T.S.O.L.
13. "Reagan Country" - Shattered Faith
14. "Working  Men Are Pissed" - Minutemen
15. "Jesus Loves You" - RF7
16. "Notes & Chords Mean Nothing to Me" - Red Kross